# Калейдоскоп (парк)
Детский парк «Калейдоскоп» (тат. «Калейдоскоп» балалар паркы) — один из парков Казани, созданных в советское время.

## Территориальное расположение
Детский парк «Калейдоскоп» расположен в южной части Казани, на территории Приволжского района, в жилом районе Горки. С северной и восточной сторон его территорию плавно огибает улица Сыртлановой, с южной стороны парк ограничен улицей Гарифьянова, а с западной стороны — территорией Универсального спортивного комплекса «Зилант» и жилого комплекса «Три богатыря».
Площадь парковой территории составляет почти 2,95 га.

## Название
С момента своего основания в 1979 году парк официально назывался Детским парком по улице Сыртлановой, но в разговорной речи его чаще всего именовали просто Детским парком.
Своё нынешнее название — Детский парк «Калейдоскоп» — он получил в 2017 году после капитальной реконструкции. Данное название выражает основную идею авторов проекта реконструкции, отражённую в разноцветных парковых объектах, полигональных фигурах, характере узоров и структуре покрытий парковых дорожек.

## История
Идея создания Детского парка по улице Сыртлановой возникла в 1970-е годы в ходе строительства первых микрорайонов нового в то время жилого района Горки.
В путеводителе «Казань» 1977 года упоминается, что в районе перекрёстка улиц Хусаина Мавлютова и Профессора Камая планировалось создать общественный центр Горок, построив детский парк, здание Института охраны труда и рынок. Из всех указанных объектов в данном месте возник только детский парк, в то время как Институт охраны труда так и не появился, а рынок был построен в 1980-е годы в другом месте — на перекрёстке проспекта Победы и улицы Рихарда Зорге.
Детский парк был заложен в 1979 году на обширном пустыре площадью 4,5 гектара, ограниченном улицами Хусаина Мавлютова и Сыртлановой. Южная граница парка окончательно оформилась в 1993 году после прокладки проезжей части на западном участке улицы Гарифьянова. Примерно в конце 1970-х годов на территории парка на углу улиц Хусаина Мавлютова и Сыртлановой был установлен списанный самолёт Ту-124. Его предполагалось использовать как детский кинотеатр, но позже убрали. В 1980—1981 годах были построены малые архитектурные формы, в том числе знаменитая среди местных детей кирпичная крепость. Также на одном из участков парка возвели школьную теплицу, которая в постсоветский период перестала функционировать и позже была разрушена.
В начале 1990-х годов территория Детского парка по улице Сыртлановой сократилась почти в два раза: в 1991 году участок площадью 2,33 гектара, прилегающий к улице Хусаина Мавлютова, был отведён под строительство крытой ледовой арены для казанского хоккейного клуба «Тан», спонсором которого был С. П. Шашурин. Однако довести этот проект до конца так и не удалось. Долгие годы каркас недостроенной арены стоял без движения (каток использовался по назначению лишь в зимнее время), но в 2000-х годах его разобрали. В процессе подготовки Казани к проведению игр XXVII Всемирной летней Универсиады 2013 года часть данного участка была отведена под строительство Универсального спортивного комплекса «Зилант», который возвели в 2008—2009 годах. Рядом с ним в 2014 году началось возведение жилого комплекса «Три богатыря».
Что касается оставшейся территории Детского парка, в 1990-е года она постепенно приходила в упадок. Тем не менее, парк продолжал функционировать. В 2000 и 2012 годах он подвергался реконструкциям, в ходе которых была облагорожена парковая территория и обновлены детские площадки.
Однако капитальная реконструкция Детского парка по улице Сыртлановой состоялась летом 2017 года на основе проекта, разработанного специалистами двух архитектурных бюро — AD studio (О. Колебанова, В. Герке) и «Архитектурный десант» (руководитель — Д. В. Толовенкова). Реконструкция проводилась в рамках действующей с 2015 года республиканской программы «Парки и скверы» Архивная копия от 14 июля 2019 на Wayback Machine. Её результатом стало кардинальное обновление всего паркового пространства, создание новой инфраструктуры, а также утверждение нового названия парка — «Калейдоскоп». Официальное открытие обновлённого парка состоялось 30 августа 2017 года.
- Игровая площадка в Детском парке по улице Сыртлановой (сентябрь 2012). Демонтирована в ходе реконструкции парка в 2017 году
- Карусель в Детском парке по улице Сыртлановой (сентябрь 2012). Демонтирована в ходе реконструкции парка в 2017 году
- Крепость – в прошлом один из старейших объектов Детского парка по улице Сыртлановой (октябрь 2013). В ходе реконструкции 2017 года была частично разобрана и перестроена в игровой комплекс «Лабиринт»
- Львиные скульптуры (июнь 2019)

## Планировочная структура, основные парковые объекты
Концепцией реконструкции парка предусматривалось создание функционально-насыщенной и яркой архитектурно-пространственной среды (идея калейдоскопа). При этом существовавшая до реконструкции сеть парковых дорожек послужила основой обновлённой архитектурно-планировочной структуры. Её главным связующим элементом является Центральная площадь, имеющая форму неправильного четырёхугольника. По её периметру, но на различном удалении располагаются основные парковые объекты, в том числе:
- игровая площадка для детей в возрасте до 4 лет с тактильной дорожкой;
- игровая площадка для детей в возрасте от 4 до 12 лет;
- спортивная площадка с тренажёрами;
- сцена;
- амфитеатр;
- игровой комплекс „Лабиринт“;
- игровой комплекс „Логово Дракона“.

На определённом удалении от Центральной площади парка находятся:
- кафе;
- туалет, комната матери и ребёнка;
- футбольное площадка.

- Сцена на Центральной площади парка (июнь 2019)
- Игровая площадка для детей в возрасте до 4 лет (июнь 2019)
- Игровая площадка для детей в возрасте от 4 до 12 лет (июнь 2019)
- Игровой комплекс «Логово Дракона» (июнь 2019)
- Спортивная площадка (июнь 2019)

Реконструированный парк „Калейдоскоп“ рассматривается как удачный пример создания детского паркового пространства, соответствующего современным требованиям урбанистики. В марте 2018 года казанское интернет-издание „ИНДЕ“ включило его в список девяти самых лучших игровых площадок Татарстана, особо отметив следующие объекты:
»Раньше на Сыртлановой был полуразрушенный и потому опасный для маленьких посетителей детский городок (пик славы этого места с мозаичными башенками и качелями-аистами пришелся на 1990-е, с тех пор все только ветшало). Архитекторы бюро AD studio решили сохранить концепцию территории как преимущественно детской, в итоге парк «Калейдоскоп» стал игровым комплексом: старую крепость переделали в лабиринт с интерактивными элементами, вместо рассыпающихся стен на холме появилось «Логово дракона» с горками и лесенками, стены со сквозными арками преобразили в «Цветной городок», где теперь расположены домики звездочета, механика, художника и музыканта. Для самых маленьких поставили песочницу с цветниками. Достопримечательность парка — первая и пока единственная в Казани «тактильная дорожка» из мелкой и крупной гальки, травы, дерева, камней и щепы, служащая для развития моторики и выносливости детей."
Одним из знаковых парковых объектов является скульптурная форма «Самолёт», представляющая собой обобщённый макет довоенного советского самолёта-биплана ПО-2 (У-2). Именно на ПО-2 в годы Великой Отечественной войны (1941—1945) летала Герой Советского Союза, заместителя командира эскадрильи 46-го гвардейского Таманского женского авиационного полка ночных бомбардировщиков М. Г. Сыртланова. Таким образом, парковая композиция «Самолёт» является своеобразным памятником знаменитой лётчице.
Детский парк «Калейдоскоп» имеет три входа: северный (со стороны улицы Сыртлановой), восточный (со стороны перекрёстка улиц Сыртлановой и Гарифьянова) и южный (со стороны улицы Гарифьянова). Каждый из входов отмечен скульптурными формами «Знаки»: северный — знаком @ («собака»), восточный — знаком вопроса, южный — восклицательным знаком.
Перемещение по парку осуществляется по асфальтированным дорожкам, либо покрытым узорной брусчаткой. Через зелёную зону проложены дорожки с деревянным настилом. Также имеются велодорожки. Во многих местах вдоль дорожек установлены информационные стенды и полигональные скульптуры животных.
- Знак @ («собака») у северного входа в парк символизирует виртуальную реальность (июнь 2019)
- Амфитеатр (июнь 2019)
- Одна из дорожек, ведущих в сторону Центральной площади парка (июнь 2019)
- Пешеходная дорожка с деревянным настилом (июнь 2019)
- Цветная галерея (июнь 2019)